# Lynd Ward

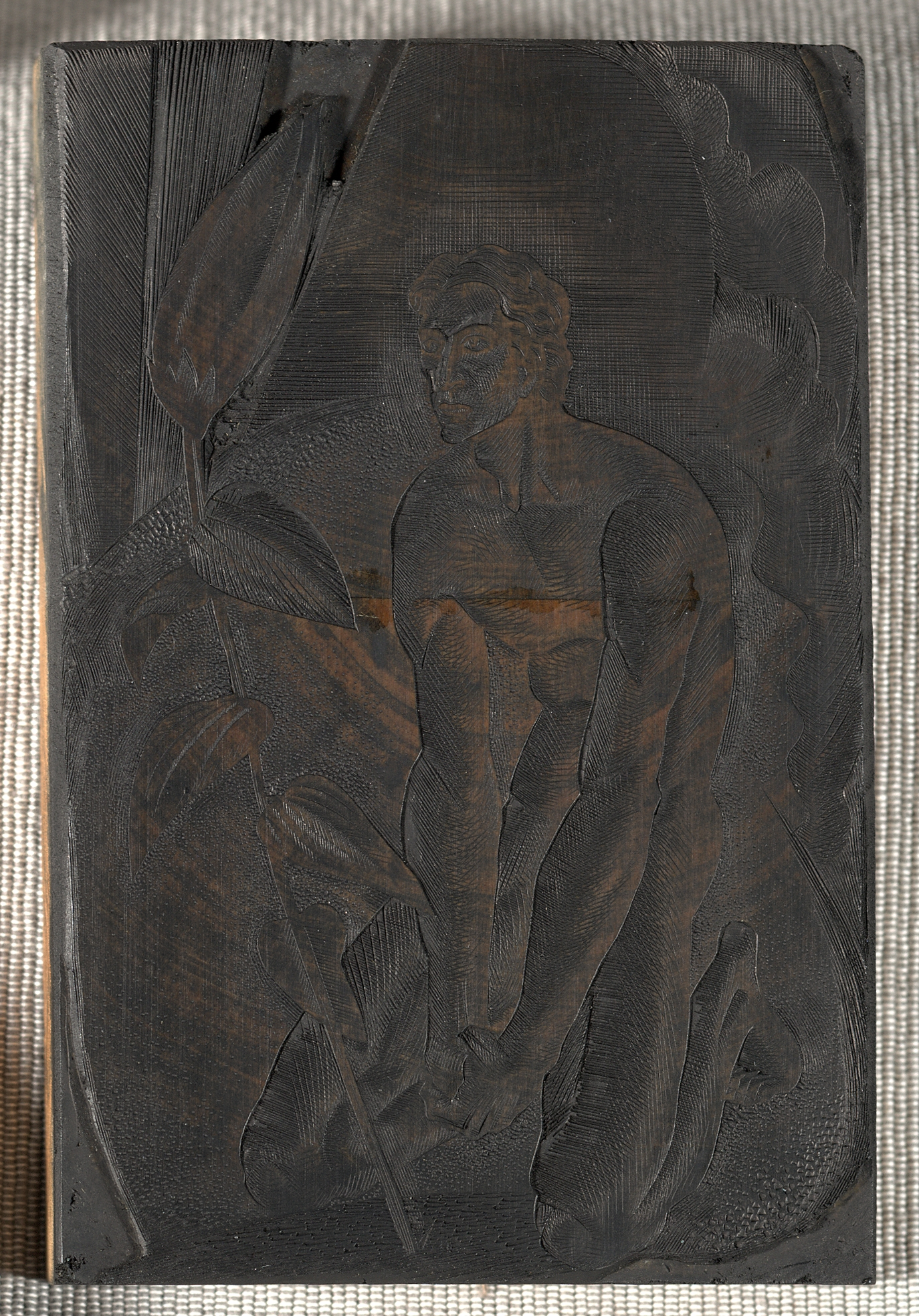
Obra de Lynd Ward.

Lynd Kendall Ward (Chicago, Illinois, 26 de junio de 1905 - Reston, Virginia, 28 de junio de 1985) fue un artista e ilustrador estadounidense, dedicado principalmente a la xilografía y recordado sobre todo por sus novelas sin palabras, narradas exclusivamente con imágenes. 

## Biografía
Hijo del pastor metodista y dirigente izquierdista Harry F. Ward, Lynd estudió dibujo en el Teachers College de la Universidad de Columbia, donde se graduó en 1926. Poco después de graduarse contrajo matrimonio con May McNeer y se embarcó con ella rumbo a Europa. Allí pasó un año en Leipzig, estudiando la técnica de la xilografía o grabado con madera con el alemán Hans Alexander Müller. En esa época conoció también la narración gráfica del belga Frans Masereel y la del alemán Otto Nückel
A su regreso a Estados Unidos, Lynd emprendió la realización de su primera novela gráfica, Gods' Man, que se publicaría en noviembre de 1929. La obra constaba de 139 grabados en madera, y no utilizaba ni una sola palabra. La novela, que narraba la historia de un artista que vende su alma para triunfar, tuvo relativo éxito, y se hicieron varias ediciones de ella.
A continuación, Ward produjo otras cinco novelas más en ese formato: Mad Man's Drum (1930), Wild Pilgrimage (1932), Prelude to a Million Years , Song Without Words y Vertigo (1937). En 1932 publicó en una edición limitada Now That the Gods are Dead, con cuatro planchas impresas en tinta azulada. En 1973 apareció The Silver Pony, su última historia sin palabras, que narra la historia de un chico solitario y de su caballo volador. 
Es muy destacado también su trabajo como ilustrador de obras literarias, como Prince Bantam, de McNeer (publicado en 1929). Ilustró también ediciones de Fausto, Frankenstein, Beowulf y otras obras clásicas. Además de la xilografía, utilizó técnicas como la acuarela, el óleo, la tinta o la litografía.
A lo largo de su trayectoria profesional, Ward recibió numerosos premios, entre los que destaca el Premio de la Biblioteca del Congreso. Se retiró en 1974. 
Su obra tuvo gran influencia en la obra de importantes autores del cómic estadounidense como Will Eisner. En el prólogo de su primera novela gráfica, Contrato con Dios, Eisner manifiesta su deuda con la obra de Ward. Influyó también en la obra literaria de autores como Allen Ginsberg.

## Obras
- Gods' Man, 1929.
- Mad Man's Drum, 1930.
- Wild Pilgrimage, 1932.
- Prelude to a Million Years, 1933.
- Song Without Words, 1936.
- Vertigo, 1937.